# Стів МакКаррі

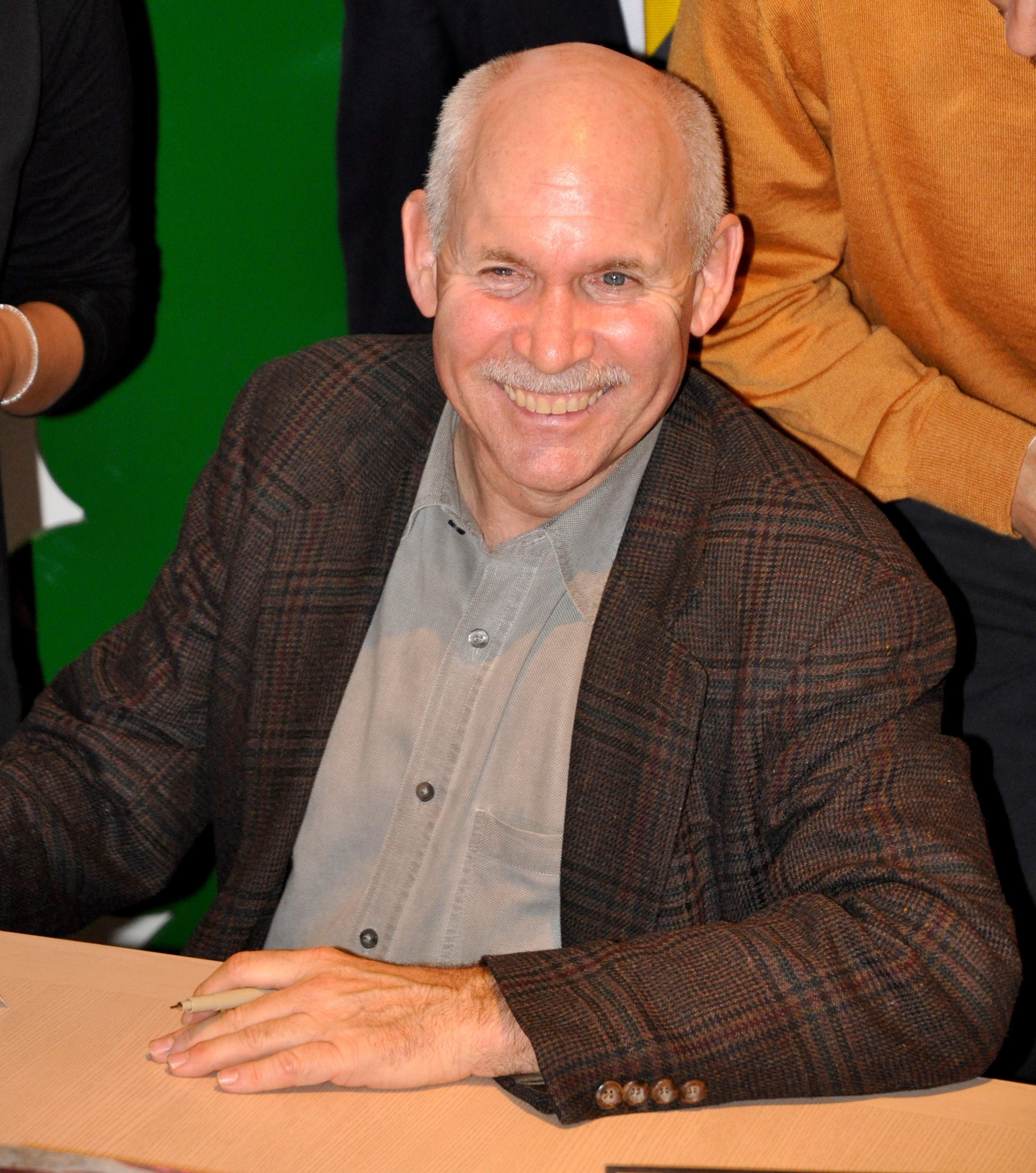
Стів МакКаррі

Стів МакКаррі (англ. Steve McCurry; нар. 24 лютого 1950) — американський фотожурналіст, відомий за своєю фотографією «афганська дівчинка», яка спочатку з'явилася в журналі National Geographic.

## Біографія
Народився в 1950 році в Філадельфії. Фотографією захопився під час навчання в університеті штату Пенсільванія на кінематографічному факультеті. Студентська газета «The Daily Collegian» охоче друкувала знімки молодого фоторепортера-аматора. У 1974 році він закінчив з відзнакою університет, отримав диплом за спеціальністю «Театральне мистецтво» і влаштувався фотографом у місцеву газету. Престижна освіта майже не допомогла Стіву в професії фотожурналіста.

## Фотожурналістська діяльність
МакКаррі почав свою кар'єру фотожурналіста в Афганістані під час афгансько-радянської війни, де йому довелося працювати під прикриттям. Його фотографії того періоду були одними з перших, які з'явилася в міжнародних ЗМІ, таким чином, вони широко публікувлися. Його роботи були удостоєні Золотої медалі Роберта Капи для іноземного репортажу. МакКаррі пізніше також працював під час війни між Іраном і Іраком, під час конфліктів у Бейруті, Камбоджі, на Філіппінах, під час першої війни в Перській затоці і під час інтервенції сил НАТО до Афганістану. Його публікують у журналах усього світу, дуже часто він працює з National Geographic. З 1986 року — член престижної Magnum Photos.
У 2001 році Стів МакКаррі виставлені в міжнародній художній виставці, організованій агентством Leo Burnett з італійським художником Умберто Pettinicchio, в Лозанні в Швейцарії.
У 2011 році Стів МакКаррі за свій внесок у фотожурналістику став першим фотографом, включеним до «Залу слави Leica».

## Афганська дівчина
Найвідомішою роботою Маккарі є «Афганська дівчина», котра вважається однією з найвідоміших фотографій у світі.
МакКаррі зробив цю світлину у 1984 році у пакистанському таборі біженців Насир-Баг. Обличчя дівчини Шарбат Гули стало відомим у всьому світі після опублікування її фото на обкладинці National Geographic у червні 1985 року. Пізніше, фотографії були використані Amnesty International у виданих організацією брошурах, плакатах і календарях.